# Aeropuerto Internacional Sir Donald Sangster
El Aeropuerto Internacional Sir Donald Sangster ( en inglés: Sir Donald Sangster International Airport) (IATA: MBJ, OACI: MKJS) es un aeropuerto internacional ubicado a 4.8 km al este de Montego Bay, Jamaica. El aeropuerto tiene capacidad para atender a nueve millones de pasajeros al año. Sirve como el aeropuerto más popular para los turistas que visitan la costa norte de Jamaica. El aeropuerto lleva el nombre del ex primer ministro de Jamaica, Sir Donald Sangster.
El aeropuerto es administrado por la sociedad gestora, MBJ Airports Limited, cuyo principal accionista es el Grupo Aeroportuario del Pacífico, y propiedad minoritaria de Vantage Airport Group. Sangster fue privatizado y entregado por la Autoridad de Aeropuertos de Jamaica al consorcio en 2003.

## Aerolíneas y destinos

### Pasajeros

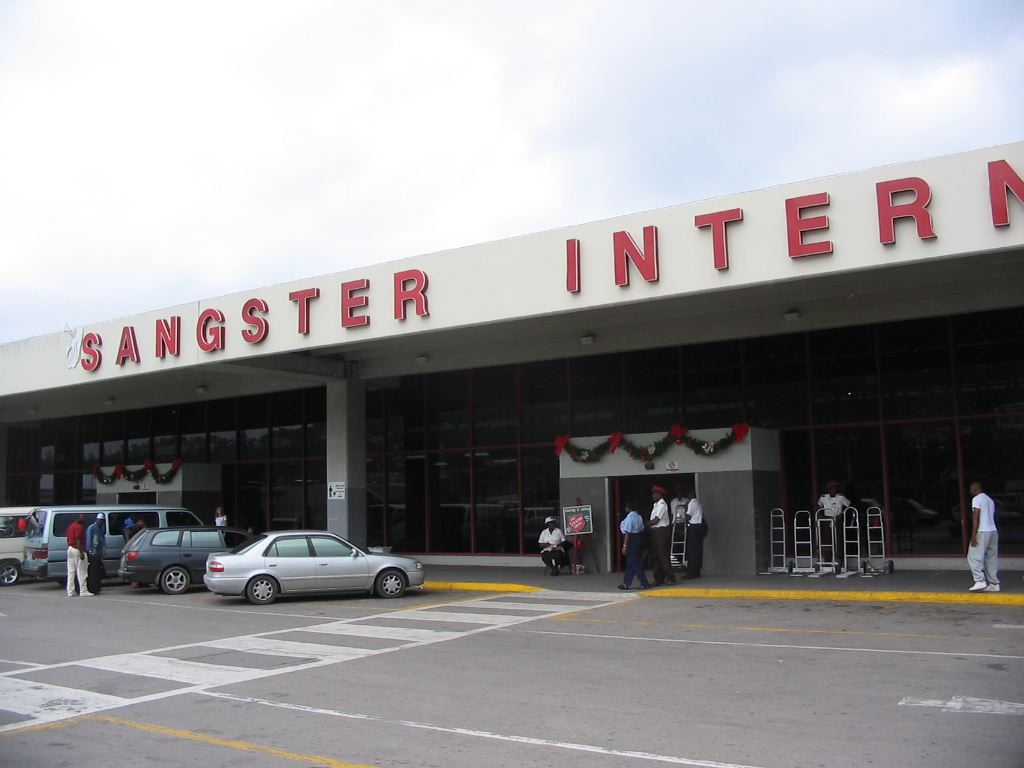
Fachada del aeropuerto.

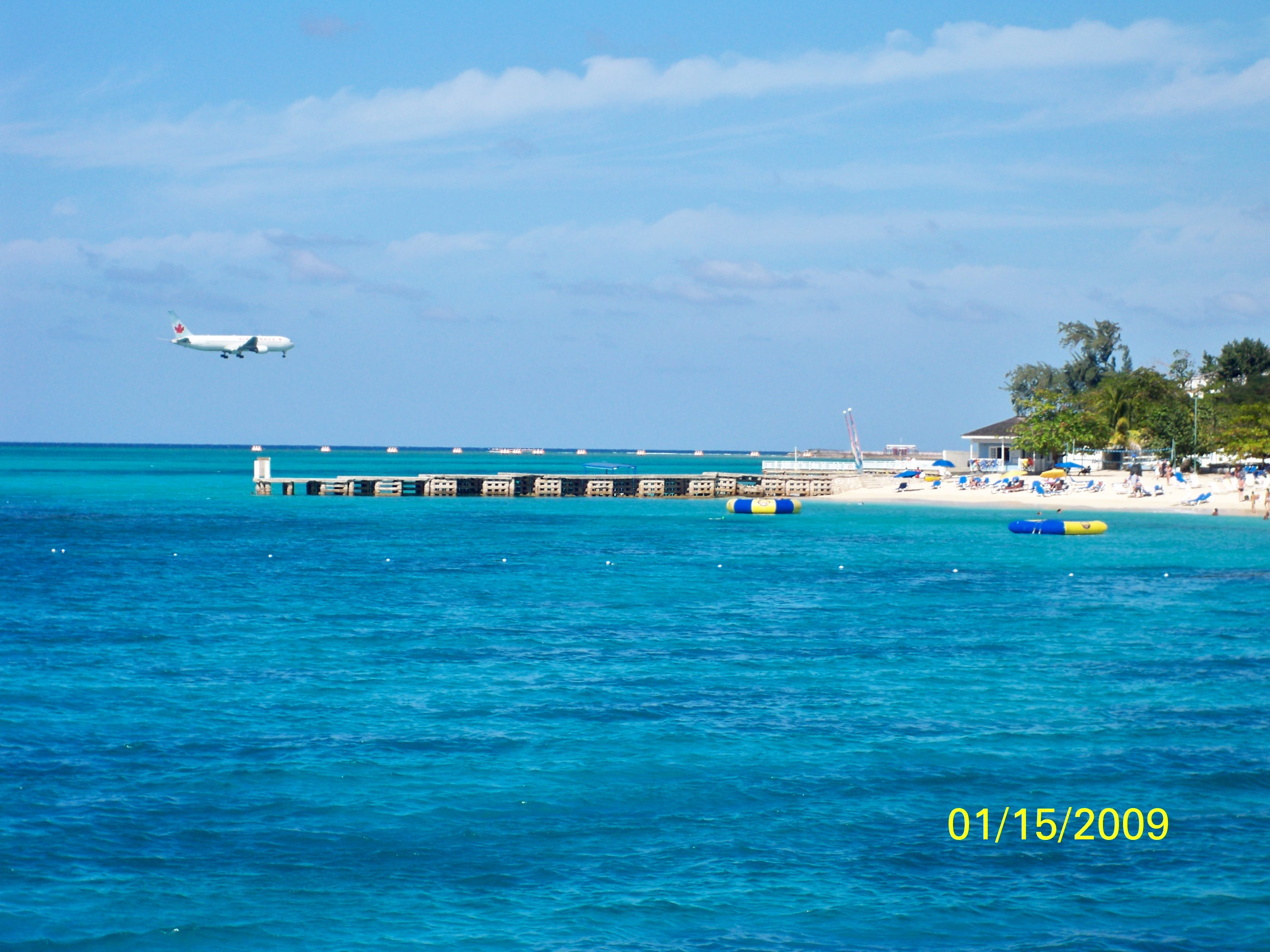
Avión aterrizando en el aeropuerto.

| Aerolíneas             | Destinos |
| ---------------------- | --- |
| Air Canada             | Toronto–Pearson Estacional: Halifax (reinicia el 4 de diciembre de 2025), Montreal–Trudeau, Ottawa (reinicia el 7 de diciembre de 2025)                 |
| Air Transat            | Montreal–Trudeau, Toronto–Pearson Estacional: Halifax                                                                                                   |
| American Airlines      | Charlotte, Chicago–O'Hare, Dallas/Fort Worth, Filadelfia, Miami, Nueva York–JFK Estacional: Boston                                                      |
| Avelo Airlines         | Hartford Estacional: Raleigh/Durham |
| Bahamasair             | Estacional: Nasáu |
| Caribbean Airlines     | Fort Lauderdale |
| Cayman Airways         | Estacional: Gran Caimán |
| Condor                 | Estacional: Fráncfort |
| Copa Airlines          | Ciudad de Panamá–Tocumen |
| Delta Air Lines        | Atlanta, Nueva York–JFK Estacional: Boston, Detroit, Mineápolis/St. Paul                                                                                |
| Edelweiss Air          | Estacional: Zúrich |
| Frontier Airlines      | Atlanta, Orlando Estacional: Filadelfia, San Luis |
| InterCaribbean Airways | Kingston–Norman Manley |
| International AirLink  | Negril |
| JetBlue Airways        | Boston, Fort Lauderdale, Nueva York–JFK, Orlando |
| LATAM Perú             | Lima |
| LIAT20                 | Kingston–Norman Manley |
| Neos                   | Estacional: Milán–Malpensa, Verona |
| Southwest Airlines     | Baltimore, Chicago-Midway, Fort Lauderdale, Houston-Hobby, Nashville (inicia el 7 de marzo de 2026), Orlando Estacional: Kansas City, San Luis          |
| Spirit Airlines        | Baltimore, Fort Lauderdale, Orlando |
| Sun Country Airlines   | Estacional: Milwaukee, Mineápolis/St. Paul |
| TUI Airways            | Birmingham (UK), Londres–Gatwick, Mánchester(UK) Estacional: Glasgow                                                                                    |
| TUI Airlines Nederland | Ámsterdam |
| United Airlines        | Chicago–O'Hare, Denver, Houston–Intercontinental, Newark Estacional: Washington–Dulles                                                                  |
| Virgin Atlantic        | Londres–Heathrow |
| WestJet                | Montreal–Trudeau, Toronto–Pearson Estacional: Calgary, Edmonton (inicia el 2 de noviembre de 2025), Quebec (inicia el 6 de diciembre de 2025), Winnipeg |

Notas
1. ↑  Si bien Virgin Atlantic opera algunos vuelos directos a Montego Bay, ciertos vuelos entre Londres Heathrow y Montego Bay (en ambas direcciones) hacen escala en Nasáu o Providenciales. La aerolínea no tiene derechos de tráfico para transportar pasajeros únicamente entre Montego Bay y Nassau/Providenciales.

### Carga
| Aerolíneas      | Destinos                               |
| --------------- | -------------------------------------- |
| Airpak Express  | Kingston–Tinson Pen, Negril, Ocho Ríos |
| FedEx Express   | Kingston–Norman Manley                 |
| IBC Airways     | Miami                                  |
| Sunrise Airways | Puerto Príncipe                        |
| Tara Courier    | Kingston–Tinson Pen, Negril, Ocho Ríos |

### Destinos nacionales
Se brinda servicio a 2 ciudades dentro del país a cargo de 3 aerolíneas.
| Kingston (KIN) | • |   | • | 2 |
| Negril (NEG)   |   | • |   | 1 |
| Total          | 1 | 1 | 1 | 2 |

### Destinos internacionales
Se ofrece servicio a 47 destinos internacionales (20 estacionales), a cargo de 23 aerolíneas.
| Ciudades                                                       | Nombre del aeropuerto                                 | Aerolíneas                                                                              |              |              |              |
| Norteamérica                                                   | Norteamérica                                          | Norteamérica                                                                            | Norteamérica | Norteamérica | Norteamérica |
| -------------------------------------------------------------- | ----------------------------------------------------- | --------------------------------------------------------------------------------------- | ------------ | ------------ | ------------ |
| Canadá (8 destinos [6 estacionales], 3 aerolíneas)             |                                                       |                                                                                         |              |              |              |
| Calgary                                                        | Aeropuerto Internacional de Calgary                   | WestJet (Estacional)                                                                    |              |              |              |
| Edmonton                                                       | Aeropuerto Internacional de Edmonton                  | WestJet (Estacional) (inicia el 2 de noviembre de 2025)                                 |              |              |              |
| Halifax                                                        | Aeropuerto Internacional de Halifax-Stanfield         | Air Canada (Estacional) (reinicia el 4 de diciembre de 2025) / Air Transat (Estacional) |              |              |              |
| Montreal                                                       | Aeropuerto Internacional Pierre Elliott Trudeau       | Air Canada (Estacional) / Air Transat / WestJet                                         |              |              |              |
| Ottawa                                                         | Aeropuerto Internacional de Ottawa                    | Air Canada (Estacional) (reinicia el 7 de diciembre de 2025)                            |              |              |              |
| Quebec                                                         | Aeropuerto Internacional Jean-Lesage de Quebec        | WestJet (Estacional) (inicia el 6 de diciembre de 2025)                                 |              |              |              |
| Toronto                                                        | Aeropuerto Internacional Toronto Pearson              | Air Canada / Air Transat / WestJet                                                      |              |              |              |
| Winnipeg                                                       | Aeropuerto Internacional James Armstrong Richardson   | WestJet (Estacional)                                                                    |              |              |              |
| Estados Unidos (25 destinos [7 estacionales], 12 aerolíneas)   |                                                       |                                                                                         |              |              |              |
| Atlanta                                                        | Aeropuerto Internacional Hartsfield-Jackson           | Delta Air Lines / Frontier Airlines                                                     |              |              |              |
| Baltimore                                                      | Aeropuerto Internacional de Baltimore-Washington      | Southwest Airlines / Spirit Airlines                                                    |              |              |              |
| Boston                                                         | Aeropuerto Internacional Logan                        | American Airlines (Estacional) / Delta Air Lines (Estacional) / JetBlue Airways         |              |              |              |
| Charlotte                                                      | Aeropuerto Internacional de Charlotte-Douglas         | American Airlines                                                                       |              |              |              |
| Chicago                                                        | Aeropuerto Internacional O'Hare                       | American Airlines / United Airlines                                                     |              |              |              |
| Chicago                                                        | Aeropuerto Internacional Midway                       | Southwest Airlines                                                                      |              |              |              |
| Dallas                                                         | Aeropuerto Internacional de Dallas-Fort Worth         | American Airlines                                                                       |              |              |              |
| Denver                                                         | Aeropuerto Internacional de Denver                    | United Airlines                                                                         |              |              |              |
| Detroit                                                        | Aeropuerto Internacional de Detroit                   | Delta Air Lines (Estacional)                                                            |              |              |              |
| Filadelfia                                                     | Aeropuerto Internacional de Filadelfia                | American Airlines / Frontier Airlines (Estacional)                                      |              |              |              |
| Fort Lauderdale                                                | Aeropuerto Internacional de Fort Lauderdale-Hollywood | Caribbean Airlines / JetBlue Airways / Southwest Airlines / Spirit Airlines             |              |              |              |
| Hartford                                                       | Aeropuerto Internacional Bradley                      | Avelo Airlines                                                                          |              |              |              |
| Houston                                                        | Aeropuerto Intercontinental George Bush               | United Airlines                                                                         |              |              |              |
| Houston                                                        | Aeropuerto William P. Hobby                           | Southwest Airlines                                                                      |              |              |              |
| Kansas City                                                    | Aeropuerto Internacional de Kansas City               | Southwest Airlines (Estacional)                                                         |              |              |              |
| Miami                                                          | Aeropuerto Internacional de Miami                     | American Airlines                                                                       |              |              |              |
| Milwaukee                                                      | Aeropuerto Internacional General Mitchell             | Sun Country Airlines (Estacional)                                                       |              |              |              |
| Mineápolis                                                     | Aeropuerto Internacional de Mineápolis-Saint Paul     | Delta Air Lines (Estacional) / Sun Country Airlines (Estacional)                        |              |              |              |
| Nashville                                                      | Aeropuerto Internacional de Nashville                 | Southwest Airlines (inicia el 7 de marzo de 2026)                                       |              |              |              |
| Nueva York                                                     | Aeropuerto Internacional John F. Kennedy              | American Airlines / Delta Air Lines / JetBlue Airways                                   |              |              |              |
| Newark                                                         | Aeropuerto Internacional Libertad de Newark           | United Airlines                                                                         |              |              |              |
| Orlando                                                        | Aeropuerto Internacional de Orlando                   | Frontier Airlines / JetBlue Airways / Southwest Airlines / Spirit Airlines              |              |              |              |
| Raleigh                                                        | Aeropuerto Internacional de Raleigh-Durham            | Avelo Airlines (Estacional)                                                             |              |              |              |
| San Luis                                                       | Aeropuerto Internacional Lambert                      | Frontier Airlines (Estacional) / Southwest Airlines (Estacional)                        |              |              |              |
| Washington D. C.                                               | Aeropuerto Internacional de Washington-Dulles         | United Airlines (Estacional)                                                            |              |              |              |
| Centroamérica y El Caribe                                      |                                                       |                                                                                         |              |              |              |
| Bahamas (1 destino [estacional], 1 aerolínea)                  |                                                       |                                                                                         |              |              |              |
| Nasáu                                                          | Aeropuerto Internacional Lynden Pindling              | Bahamasair (Estacional)                                                                 |              |              |              |
| Islas Caimán (1 destino [estacional], 1 aerolínea)             |                                                       |                                                                                         |              |              |              |
| Gran Caimán                                                    | Aeropuerto Internacional Owen Roberts                 | Cayman Airways (Estacional)                                                             |              |              |              |
| Panamá (1 destino, 1 aerolínea)                                |                                                       |                                                                                         |              |              |              |
| Panamá                                                         | Aeropuerto Internacional de Tocumen                   | Copa Airlines                                                                           |              |              |              |
| Sudamérica                                                     |                                                       |                                                                                         |              |              |              |
| Perú (1 destino, 1 aerolínea)                                  |                                                       |                                                                                         |              |              |              |
| Lima                                                           | Aeropuerto Internacional Jorge Chávez                 | LATAM Perú                                                                              |              |              |              |
| Europa                                                         |                                                       |                                                                                         |              |              |              |
| Alemania (1 destino [estacional], 1 aerolínea)                 |                                                       |                                                                                         |              |              |              |
| Fráncfort                                                      | Aeropuerto de Fráncfort del Meno                      | Condor (Estacional)                                                                     |              |              |              |
| Italia (2 destinos [estacionales], 1 aerolínea)                |                                                       |                                                                                         |              |              |              |
| Milán                                                          | Aeropuerto de Milán-Malpensa                          | Neos (Estacional)                                                                       |              |              |              |
| Verona                                                         | Aeropuerto de Verona-Villafranca                      | Neos (Estacional)                                                                       |              |              |              |
| Países Bajos (1 destino, 1 aerolínea)                          |                                                       |                                                                                         |              |              |              |
| Ámsterdam                                                      | Aeropuerto de Ámsterdam-Schiphol                      | TUI Airlines Nederland                                                                  |              |              |              |
| Reino Unido (5 destinos [1 estacional], 2 aerolíneas)          |                                                       |                                                                                         |              |              |              |
| Birmingham                                                     | Aeropuerto Internacional de Birmingham-West Midlands  | TUI Airways                                                                             |              |              |              |
| Glasgow                                                        | Aeropuerto Internacional de Glasgow                   | TUI Airways (Estacional)                                                                |              |              |              |
| Londres                                                        | Aeropuerto de Londres-Gatwick                         | TUI Airways                                                                             |              |              |              |
| Londres                                                        | Aeropuerto de Londres-Heathrow                        | Virgin Atlantic Airways                                                                 |              |              |              |
| Mánchester                                                     | Aeropuerto de Mánchester                              | TUI Airways                                                                             |              |              |              |
| Suiza (1 destino [estacional], 1 aerolínea)                    |                                                       |                                                                                         |              |              |              |
| Zúrich                                                         | Aeropuerto Internacional de Zúrich                    | Edelweiss Air (Estacional)                                                              |              |              |              |
| Total: 47 destinos (20 estacionales), 11 países, 23 aerolíneas |                                                       |                                                                                         |              |              |              |

## Estadísticas

### Tráfico anual
| Año  | Pasajeros | Cambio | Operaciones aéreas | Cambio |
| ---- | --------- | ------ | ------------------ | ------ |
| 2014 | 3,633,998 | -      | 40,764             | -      |
| 2015 | 3,800,608 | 4.58%  | 41,338             | 1.41%  |
| 2016 | 3,952,273 | 3.99%  | 40,823             | 1.24%  |
| 2017 | 4,284,558 | 8.41%  | 41,263             | 1.08%  |
| 2018 | 4,537,585 | 5.91%  | 41,005             | 0.63%  |
| 2019 | 4,766,301 | 5.04%  | 42,283             | 3.12%  |
| 2020 | 1,624,827 | 65.91% | 19,357             | 54.22% |
| 2021 | 2,589,259 | 59.35% | 28,391             | 46.67% |
| 2022 | 4,404,134 | 70.09% | 37,957             | 33.69% |
| 2023 | 5,267,823 | 19.61% | 44,482             | 17.19% |
| 2024 | 5,105,417 | 3.08%  | 42,228             | 5.07%  |

## Aeropuertos cercanos
Los aeropuertos más cercanos son:
- Aeródromo de Negril (49km)
- Aeropuerto de Kingston Tinson (128km)
- Aeropuerto Internacional Norman Manley (134km)
- Aeropuerto Internacional Sierra Maestra (216km)
- Aeropuerto Internacional Charles Kirkconnell (246km)